# Watch Out Stampede
Watch Out Stampede is een Duitse metalcoreband afkomstig uit Weyhe, Nedersaksen. 

## Biografie
De band werd in 2011 opgericht door zanger Andreas Hildebrandt, gitaristen Dennis Landt en David Werner, bassist Stefan Poggensee en drummer Tolga Özer en bracht datzelfde jaar nog hun eerste ep From Hoes and Heroes uit. Met optreden op onder meer Reload Festival en Rock den Lucas vergaarde de band de nodige bekendheid binnen het Duitse metalcircuit.
In 2014 tekende de band een platencontract bij Noizgate Records, waar op 12 juni van datzelfde jaar hun debuutalbum Reacher verscheen. Op 25 september 2015 brachten ze Tides uit en op 24 maart 2017 verscheen SVTVNIC. Waar de eerste twee albums grotendeels onder eigen regie werden opgenomen, werd SVTVNIC opgenomen in de Chamäleon Studios van Eike Freese en Alexander Dietz, de gitarist van Heaven Shall Burn.
In april 2019 tekende de band een contract bij Redfield Records, waar ze later dat jaar ook hun vierde studioalbum Northern Lights uitbrachten.
Door de jaren heen toerde de band veelvuldig door Europa. Ze deelden onder meer een podium met Eskimo Callboy, The Black Dahlia Murder, The Browning en Emil Bulls. Ook stonden ze op festivals als Wacken Open Air, Open Flair en Deichbrand.

## Bezetting
| Huidige line-up - Andreas „Ando“ Hildebrandt: vocals - Dennis Landt: gitaar, vocals - David Werner: gitaar - Stefan Poggensee: bas - Tolga Özer: drums | Voormalige leden - Kai Bührmann: gitaar - Jendrik Grube: gitaar - Torben Budelmann: bas |

## Discografie
Studioalbums
- 2014: Reacher (Noizgate Records)
- 2015: Tides (Noizgate Records)
- 2017: SVTVNIC (Noizgate Records)
- 2019: Northern Lights (Redfield Records)

Compilatiealbums
- 2018: Watch Out Stampede (Noizgate Records)

Ep's
- 2011: From Hoes and Heroes